# Muerte y Vida
Muerte y Vida es una pintura en óleo sobre tela del pintor simbolista y modernista austriaco, Gustav Klimt cuyo tema principal fue el cuerpo femenino. Sus pinturas, murales, y bocetos están marcados por un erotismo sensual, el cual es especialmente evidente en sus dibujos a lápiz. La pintura fue empezada en 1908 y completada en 1915. Es una alegoría en estilo Art Nouveau con un claro decorativismo propio de su fase Dorada. La pintura mide 178 x 198 centímetros y se exhibe en el Museo Leopold de Viena.
En 1911 fue galardonada con el primer premio en la Exposición Internacional de Arte de Roma, exhibida en el Pabellón de Austria con el título El miedo a la muerte, ex eaquo junto con otros nueve artistas. En 1912 la exhibió en una exposición de arte en Dresde ya con su nombre actual. En 1915, tras cinco exposiciones más en Budapest y Mannheim, Praga y Berlín, retiró el fondo de pan de oro y añadió algunas teselas, tomando su forma definitiva.

## Descripción
El enfrentamiento entre Vida y Muerte, y la sexualidad, denostada en la cultura occidental cristiana pero que crea la primera oponiéndose a la segunda, como nexo, fue un tema que obsesionó a Klimt y a otros contemporáneos suyos como Edvard Munch y Egon Schiele. Klimt reinterpreta aquí la antigua danza de la muerte, pero al contrario que Schiele, introduce una nota de esperanza y reconciliación, en vez de sentirse acechados por la figura de la Muerte, sus seres humanos parecen dormir e ignorarla y ocupan más espacio en la composición.  
A la izquierda la Muerte es representada como un esqueleto con un cuerpo desproporcionadamente alargado cubierto por una túnica de tonos azules y morados llena de cruces, probable alusión a la Resurrección. Sostiene un garrote nudoso y con gesto envidioso mira la Vida. Esta, a la derecha, consiste en varias personas desnudas y entrelazadas de varias edades entre telas coloridas, de rostros felices, incluso extasiados, con el foco en una joven que sostiene un bebé. La madre abraza al bebé y abajo un hombre a una mujer, simbolizando el Amor como consuelo y refugio. La joven tras la madre es la única que tiene los ojos abiertos y mira directamente al espectador, su expresión ida representa que solo los locos miran sin temor a la muerte. La piel de las mujeres es pálida, la de los varones más oscura.
El fondo es liso, de un azul oscuro verdoso, contra el que destacan los colores fríos de la Muerte y los cálidos de la Vida.

## Protesta climática
En Austria, dos activistas climáticos arrojaron un líquido negro a la pintura de Gustav Klimt de 107 años en el Museo Leopold de Viena el martes 15 de noviembre de 2022, en protesta. Poco después de la acción, funcionarios del museo informaron que la pintura no sufrió daños gracias al vidrio protector.